# Yupan
Yupan är en köping i nordvästra Kina. Den ligger i Wushan härad i staden Tianshui i provinsen Gansu, omkring 160 kilometer sydost om provinshuvudstaden Lanzhou. Antalet invånare är 14 227. Befolkningen består av 7 011 kvinnor och 7 216 män. Barn under 15 år utgör 24,0 %, vuxna 15-64 år 68 %, och äldre över 65 år 7,0 %.